# Dragačevo
Le Dragačevo (en serbe cyrillique : Драгачево) est une région située à l'ouest de la Serbie. Le Dragačevo est une sous-région de celle de Stari Vlah, au sud-ouest de la Serbie centrale. Sa capitale est la petite ville de Lučani ; la ville de Guča y est également située.

## Géographie
La région est entourée par les monts Ovčar, Jelica et Čemerno (1 579 m). Elle couvre une superficie de 661 km2, dont 454 km2 dans la municipalité de Lučani, le reste se répartissant entre les municipalités de Čačak, Kraljevo, Ivanjica, Arilje et Požega. Elle est traversée par la Moravica et la Zapadna Morava. Le mont Jelica sert de limite naturelle entre la région de Dragačevo et la vallée de Čačak.